# Antoine Brizard
Antoine Arthur Fabien Brizard (Poitiers, 22 maggio 1994) è un pallavolista francese, palleggiatore della You Energy.

## Carriera

### Club

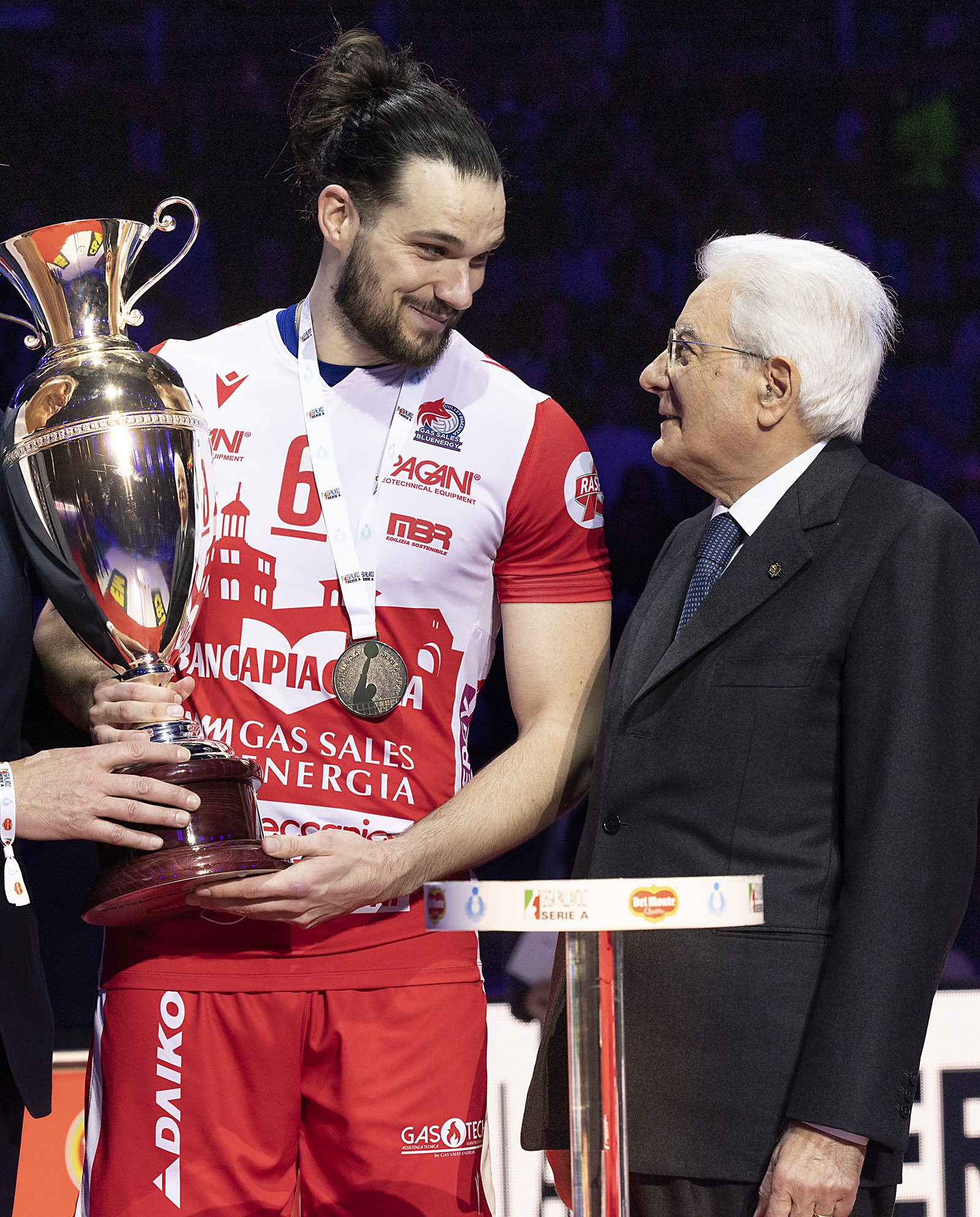
Brizard (a sinistra) e il Presidente della Repubblica Sergio Mattarella alla premiazione della Coppa Italia 2022-23

La carriera di Antoine Brizard comincia nelle giovanili dello Stade Poitevin. Nella stagione 2012-13 viene ingaggiato dal Paris, in Ligue A, dove resta per tre annate, vincendo la Supercoppa francese 2013 e la Coppa CEV 2013-14: lascia i capitolini nell'annata 2016-17, quando si accasa allo Spacer's Toulouse, ancora nella massima divisione francese.
Per il campionato 2017-18 veste la maglia dell'ONICO Warszawa, in seguito Projekt Warszawa e al quale resta legato per un triennio, nella Polska Liga Siatkówki. Nella stagione 2020-21 firma per i russi dello Zenit San Pietroburgo, in Superliga, mentre nella stagione successiva passa alla You Energy, nella Superlega italiana, con cui si aggiudica la Coppa Italia 2022-23.

### Nazionale
Fa parte delle nazionali giovanili francesi, conquistando con l'under 19 la medaglia d'argento al campionato europeo 2011 e quella di bronzo al XI Festival olimpico della gioventù europea, oltre ad essere premiato come miglior palleggiatore al campionato mondiale 2011.
Nel 2015 debutta nella nazionale maggiore, vincendo in seguito la medaglia d'oro alla World League 2017 e l'argento alla Volleyball Nations League 2018. Nel 2021 conquista la medaglia di bronzo alla Volleyball Nations League e quella d'oro ai Giochi della XXXII Olimpiade di Tokyo. Nel 2022 si aggiudica l'oro alla Volleyball Nations League, bissato nell'edizione 2024, ottenendo i riconoscimenti di miglior palleggiatore e miglior giocatore, stesso metallo che conquista anche durante i Giochi della XXXIII Olimpiade, premiato come miglior giocatore nel suo ruolo.

## Palmarès

### Club
- Coppa Italia: 1

2022-23
- Supercoppa francese: 1

2013
- Coppa CEV: 1

2013-14

### Nazionale (competizioni minori)
- Campionato europeo under 19 2011
- XI Festival olimpico della gioventù europea
- Memorial Hubert Wagner 2017
- Memorial Hubert Wagner 2018

### Premi individuali
- 2011 - Campionato mondiale under 19: Miglior palleggiatore
- 2024 - Volleyball Nations League: MVP
- 2024 - Volleyball Nations League: Miglior palleggiatore
- 2024 - Giochi della XXXIII Olimpiade: Miglior palleggiatore